# 화성 정치범수용소
화성 정치범수용소는 함경북도 명간군에 위치한 정치범수용소로, 공식 명칭은 16호 관리소이다.

## 실상
이곳에서는 다른 곳 못지 않게 가혹한 노동 및 탄압 등이 일어났으며, 조선민주주의인민공화국이 핵무기를 개발하고 있다고 추정된다. 종신 수용이라 한 번 갇히면 절대로 풀려날 수 없다. 2004년 젊은 남자가 인권 위반에 보고했다.

## 같이 보기
- 조선민주주의인민공화국의 인권